# Funky Cops
Funky Cops è una serie televisiva a cartoni animati prodotta da Antefilms Productions, M6 e TPS Cinema. Fu trasmessa per la prima volta in Francia sul canale a pagamento Cinéfaz il 4 maggio 2002 e in chiaro il 10 agosto dello stesso anno su M6, mentre negli Stati Uniti andò in onda sul blocco televisivo FoxBox dal 6 settembre 2003.

## Trama
Ace Anderson e Jack Kowalsky (Dick Kowalsky nella versione originale) sono due poliziotti, che danno la caccia ai criminali nella città di San Francisco a bordo della loro Pontiac Firebird Trans-Am rossa. Il tutto circondato dall'atmosfera degli anni 70 e della musica disco e funk, in voga in quegli anni.

## Personaggi e doppiatori
| Personaggio          | Doppiatore francese                              | Doppiatore Italiano    |
| -------------------- | ------------------------------------------------ | ---------------------- |
| Jack "Dick" Kowalski | Emmanuel Curtil                                  | Fabio Boccanera        |
| Ace Anderson         | Med Hondo (stagione 1) Lionel Henry (stagione 2) | Stefano Mondini        |
| Flora "Fly" Ibanez   | Fily Keita                                       | Barbara Berengo Gardin |
| Capitan Dobbs        | Richard Darbois                                  | Carlo Marini           |
| Boogaloo             | Serge Faliu                                      | Gerolamo Alchieri      |

## Episodi

### Stagione 1
| n° | Titolo originale                         | Titolo italiano                     | Prima TV USA | Prima TV Italia |
| -- | ---------------------------------------- | ----------------------------------- | ------------ | --------------- |
| 1  | All the Cars in San Francisco            | Tutte le macchine di San Francisco  |              |                 |
| 2  | Jill Roy Was Here                        | Amore sospetto                      |              |                 |
| 3  | A Fool's Errand                          | Il super testimone                  |              |                 |
| 4  | Help! There's a Gorilla in this Episode! | Aiuto! C'è un gorilla nell'episodio |              |                 |
| 5  | Long Live The King                       | Lunga vita al re                    |              |                 |
| 6  | Goldsinger                               | Goldsinger                          |              |                 |
| 7  | Under Construction                       | Lavori in corso                     |              |                 |
| 8  | Funky Bankers                            | Rapina stroboscopica                |              |                 |
| 9  | The End of Disco                         | Salviamoa la Disco Music            |              |                 |
| 10 | The King of the Ring                     | Il re del ring                      |              |                 |
| 11 | Blast from the Past                      | Un tuffo nel passato                |              |                 |
| 12 | Discomatic                               | Autolavaggio                        |              |                 |
| 13 | A Woman Scorned                          | Una donna accanita                  |              |                 |
| 14 | Cruising for Criminals                   | Crociera per criminali              |              |                 |
| 15 | Amazon Decibels                          | Amazzoni antidecibel                |              |                 |
| 16 | Double Life                              | Doppia vita                         |              |                 |
| 17 | Christmas Blues                          | La sindrome di Babbo Natale         |              |                 |
| 18 | Read my Mind                             | Leggimi il pensiero                 |              |                 |
| 19 | Jailbreak                                | Fuga dal carcere                    |              |                 |
| 20 | Method Madness                           | Metodica follia                     |              |                 |
| 21 | The French Disconnection                 | French Connection                   |              |                 |
| 22 | Choochoo Baby Love                       | Un amore per Ace                    |              |                 |
| 23 | M For Melody                             | M come Melody                       |              |                 |
| 24 | Back to School                           | Ritorno a scuola                    |              |                 |
| 25 | Danger with the Rangers (Part 1)         | Farley's in azione - Prima parte    |              |                 |
| 26 | Danger with the Rangers (Part 2)         | Farley's in azione - Seconda parte  |              |                 |

### Stagione 2
| n° | Titolo originale                 | Titolo italiano            | Prima TV USA | Prima TV Italia |
| -- | -------------------------------- | -------------------------- | ------------ | --------------- |
| 1  | Burn, Baby Burn                  | Ritorno di fiamma          |              | 4 aprile 2006   |
| 2  | Ali Baba and the forty Showgirls | Alì Babà e le 40 ballerine |              |                 |
| 3  | Freeze!                          | DJ Freeze                  |              |                 |
| 4  | No Spring for the Rolls          | La lunga mano dalla triade |              |                 |
| 5  | 22                               | Il sogno nel cassonetto    |              |                 |
| 6  | Hoo doo?... Voodoo!              | La zia strega              |              |                 |
| 7  | Cops Story                       | Vita da poliziotto         |              |                 |
| 8  | Mr. Light End                    | Un popò di dote            |              |                 |
| 9  | The Bamboozler Who Loved Me      | L'irresistibile canaglia   |              |                 |
| 10 | Diamonds are for...              | Panico a San Francisco     |              |                 |
| 11 | Fins at Thunder Bay              | Paura a Thunder Bay        |              |                 |
| 12 | The Mark of the Seal             | La vendetta dell'uomo foca |              |                 |
| 13 | Mickey Jackpot                   | Mickey Sbancatutto         |              |                 |